# Mudikuwa
Mudikuwa (en népalais : मुडिकुवा) est un comité de développement villageois du Népal situé dans le district de Parbat. Au recensement de 2011, il comptait 1 869 habitants.